# Aptosimum gossweileri
Aptosimum gossweileri är en flenörtsväxtart som beskrevs av Sidney Alfred Skan. Aptosimum gossweileri ingår i släktet Aptosimum och familjen flenörtsväxter. Inga underarter finns listade i Catalogue of Life.